# Hildeborg
Hildeborg är ett forntyskt och fornnordiskt kvinnonamn sammansatt av orden hildr (strid) och borg (borg, beskydd). Det äldsta belägget i Sverige är från år 1875.
Den 31 december 2014 fanns det totalt 153 kvinnor folkbokförda i Sverige med namnet Hildeborg, varav 8 bar det som tilltalsnamn.
Namnsdag: saknas (1986-1992: 21 februari)